# Pachnobia acuminata
Pachnobia acuminata är en fjärilsart som beskrevs av Matsumura 1925. Pachnobia acuminata ingår i släktet Pachnobia och familjen nattflyn. Inga underarter finns listade i Catalogue of Life.